# Blepharandra intermedia
Blepharandra intermedia är en tvåhjärtbladig växtart som beskrevs av W.R. Anderson. Blepharandra intermedia ingår i släktet Blepharandra och familjen Malpighiaceae. Inga underarter finns listade i Catalogue of Life.